# Mirosław Ziętarski
Mirosław Ziętarski (Toruń, 9 de marzo de 1993) es un deportista polaco que compite en remo.
Participó en tres Juegos Olímpicos de Verano, obteniendo una medalla de bronce en París 2024, en la prueba de cuatro scull, el cuarto lugar en Río de Janeiro 2016 (cuatro scull) y el sexto en Tokio 2020 (doble scull)..
Ganó cuatro medallas en el Campeonato Mundial de Remo entre los años 2017 y 2023, y seis medallas en el Campeonato Europeo de Remo entre los años 2017 y 2025.

## Palmarés internacional
| Juegos Olímpicos   | Juegos Olímpicos          | Juegos Olímpicos  | Juegos Olímpicos |
| Año                | Lugar                     | Medalla           | Prueba           |
| ------------------ | ------------------------- | ----------------- | ---------------- |
| 2024               | París (Francia)           | Medalla de bronce | Cuatro scull     |
| Campeonato Mundial |                           |                   |                  |
| Año                | Lugar                     | Medalla           | Prueba           |
| 2017               | Sarasota (Estados Unidos) | Medalla de plata  | Doble scull      |
| 2019               | Ottensheim (Austria)      | Medalla de bronce | Doble scull      |
| 2022               | Račice (República Checa)  | Medalla de oro    | Cuatro scull     |
| 2023               | Belgrado (Serbia)         | Medalla de bronce | Cuatro scull     |
| Campeonato Europeo |                           |                   |                  |
| Año                | Lugar                     | Medalla           | Prueba           |
| 2017               | Račice (República Checa)  | Medalla de plata  | Doble scull      |
| 2019               | Lucerna (Suiza)           | Medalla de oro    | Doble scull      |
| 2022               | Múnich (Alemania)         | Medalla de plata  | Cuatro scull     |
| 2023               | Bled (Eslovenia)          | Medalla de oro    | Cuatro scull     |
| 2024               | Szeged (Hungría)          | Medalla de bronce | Cuatro scull     |
| 2025               | Plovdiv (Bulgaria)        | Medalla de oro    | Doble scull      |